# 太田早紀
太田早紀（1月31日—），日本漫畫家，血型B型，出生於日本山口縣。目前休業中。

## 作品
- 愛妳不愛我、全1冊、尖端出版、原大然出版社譯為熱戀遊戲、《好きじゃない》
- 男孩壞壞、全1冊、尖端出版、原大然出版社譯為惡作劇天使《悪戯天使》
- 心戀診斷書、全1冊、尖端出版已絕版、原大然出版社譯為交換愛情、《胸騒ぎカルテ》
- 越夜越纏綿、全8冊、尖端出版、原大然出版社譯為等不到夜晚、原名《夜まで待てない。》
- 越夜越纏綿番外篇、全1冊、尖端出版、原大然出版社譯為夜夜夜未眠、原名《やっぱり夜まで待てない》
- 甜心Cupid、全1冊、尖端出版已絕版、原大然出版社譯為太田早紀傑作集：丘比特猛敲門、原名《駆けだしたCupid》
- 你心屬於我、全2冊、尖端出版、原大然出版社譯為拔辣小親親、《君はボクのもの》
- 可以愛你嗎、全4冊、尖端出版、原名《好きになってもいいの?》
- 甜蜜的誓約、全2冊、尖端出版、原名《汝、誓いの口づけを...》

## 外部連結
- UkiUki同盟（页面存档备份，存于） - 太田早紀官方網站 （日語）